# Stacking (jeu vidéo)
Stacking (littéralement « Emboîtage » en anglais) est un jeu vidéo d'aventure développé par le studio Double Fine Productions et édité par THQ. Il s'agit d'un titre développé pendant la création de Brütal Legend, il est sorti en février 2011 sur le Xbox Live Arcade et le PlayStation Network.

## Système de jeu
Les personnages sont des poupées gigognes disposant chacune d'un pouvoir particulier.

## Accueil
- Jeuxvideo.com : 16/20[1]
- Game Informer : 8,5/10[2]
- IGN : 8,5/10[3]